# اکنه هولمستروم
آکنه هولمستروم (انگلیسی: Agne Holmström؛ ۲۹ دسامبر ۱۸۹۳ – ۲۲ اکتبر ۱۹۴۹ (aged 55)) ورزشکار دو و میدانی اهل سوئد بود.
وی در مسابقات کشوری و بین‌المللی در مجموع برندهٔ ۱ مدال برنز شده‌است.